# جون موريسون أوليفر
جون موريسون أوليفر (بالإنجليزية: John Morrison Oliver)‏ هو ضابط أمريكي، ولد في 6 سبتمبر 1828 في بن يان في الولايات المتحدة، وتوفي في 30 مارس 1872 في واشنطن العاصمة في الولايات المتحدة.